# Nelson Muntz
Nelson Muntz (spelad av Nancy Cartwright) är en rollfigur i den animerade TV-serien Simpsons. 

## Biografi
Nelson, född i Springfield, är en av Springfield Elementary Schools översittare. Han har varit ihop med Lisa en gång. Han bor med sin mamma i ett förfallet hus. Hans pappa har lämnat honom efter att ha gått till affären. I ett avsnitt kommer Nelsons pappa tillbaka, men försvinner efter en stund.
Nelson har gjort sig känd för sitt hånfulla skratt, "Ha ha!". Nelson gillar Andy Williams och Snövit. 
Nelson brukar gå runt med jimbo dolph och kearney.